# Centuria (Einheit)
Die Centuria war ein römisches Flächenmaß.
- 1 Centuria = 100 Heredia = 200 Iugera = 50,377 Hektar